# Bantamvikt i boxning vid olympiska sommarspelen 1992
Resultat från boxning vid olympiska sommarspelen 1992 och herrarnas bantamvikt. De 30 boxarna vägde under 54 kg. Tävlingarna arrangerades i Pavelló Club Joventut de Badalona i Barcelona.

## Medaljörer
| Klass      | Guld                  | Silver                    | Brons                    |
| Bantamvikt | Joel Casamayor · Kuba | Wayne McCullough · Irland | Mohammed Achik · Marocko |
| Bantamvikt | Joel Casamayor · Kuba | Wayne McCullough · Irland | Li Gwang-Sik · Nordkorea |

## Resultat

### Första rundan
| Vinnare                 | Resultat       | Förlorare                  |
| Första rundan           | Första rundan  | Första rundan              |
| ----------------------- | -------------- | -------------------------- |
| Ahmad Abood (AUS)       |                | – BYE                      |
| Wayne McCullough (IRL)  | 28-7           | Frederic Muteweta (UGA)    |
| Chatree Suwanyod (THA)  | 6-4            | Vladislav Antonov (EUN)    |
| Mohammed Sabo (NGR)     | RSC-3 (02:27)  | Robert Ciba (POL)          |
| Serafim Todorov (BUL)   | 11-0           | John Sem (PNG)             |
| Joseph Chongo (ZAM)     | 7-3            | Magno Ruben Ruiz (GUA)     |
| Lee Gwang-Sik (PRK)     | AB-3 (01:00)   | László Bognár (HUN)        |
| Sergio Reyes (USA)      | 10-1           | Harold Ramírez (PUR)       |
| Riadh Klai (TUN)        | 17-1           | Miguel Dias (NED)          |
| Joel Casamayor (CUB)    | 13-7           | Devarajan Venkatesan (IND) |
| Roberto Jalnaiz (PHI)   | RSCH-1 (02:46) | Agustín Castillo (DOM)     |
| Philippe Wartelle (FRA) | 12-5           | Jesús Pérez (COL)          |
| Javier Calderón (MEX)   | 16-4           | Benjamin Ngaruiya (KEN)    |
| Remigio Molina (ARG)    | 14-4           | Oscar Vega (ESP)           |
| Mohammed Achik (MAR)    | 3-0            | Dieter Berg (GER)          |
| Slimane Zengli (ALG)    | 4-0            | Zhang Guangping (CHN)      |

### Andra rundan
| Vinnare                | Resultat       | Förlorare               |
| Andra rundan           | Andra rundan   | Andra rundan            |
| ---------------------- | -------------- | ----------------------- |
| Wayne McCullough (IRL) | 10-2           | Ahmad Abood (IRQ)       |
| Mohammed Sabo (NGR)    | 16-7           | Chatree Suwanyod (THA)  |
| Serafim Todorov (BUL)  | 18-6           | Joseph Chongo (ZAM)     |
| Lee Gwang-Sik (PRK)    | 15-8           | Sergio Reyes (USA)      |
| Joel Casamayor (CUB)   | 16-11          | Riadh Klai (TUN)        |
| Roberto Jalnaiz (PHI)  | RSCI-2 (00:32) | Philippe Wartelle (FRA) |
| Remigio Molina (ARG)   | 5-4            | Javier Calderón (MEX)   |
| Mohammed Achik (MAR)   | 12-8           | Slimane Zengli (ALG)    |

### Kvartsfinaler
| Vinnare                | Resultat      | Förlorare             |
| Kvartsfinaler          | Kvartsfinaler | Kvartsfinaler         |
| ---------------------- | ------------- | --------------------- |
| Wayne McCullough (IRL) | 31-13         | Mohammed Sabo (NGR)   |
| Lee Gwang-Sik (PRK)    | 16-15         | Serafim Todorov (BUL) |
| Joel Casamayor (CUB)   | KO-1 (02:01)  | Roberto Jalnaiz (PHI) |
| Mohammed Achik (MAR)   | 15-5          | Remigio Molina (ARG)  |

### Semifinaler
| Vinnare                | Resultat     | Förlorare            |
| Semifinaler            | Semifinaler  | Semifinaler          |
| ---------------------- | ------------ | -------------------- |
| Wayne McCullough (IRL) | 21-16        | Lee Gwang-Sik (PRK)  |
| Joel Casamayor (CUB)   | AB-1 (02:33) | Mohammed Achik (MAR) |

### Final
| Vinnare              | Resultat | Förlorare              |
| Final                | Final    | Final                  |
| -------------------- | -------- | ---------------------- |
| Joel Casamayor (CUB) | 16-8     | Wayne McCullough (IRL) |